# Apartaments El Castell
Els Apartaments El Castell és una obra del municipi de Sant Pere de Ribes (Garraf) protegida com a bé cultural d'interès local.

## Descripció
Es tracta d'un edifici d'apartaments aïllat, situat a la part més elevada de la urbanització de Vallpineda. El componen 90 unitats d'habitatges distribuïdes al voltant d'una àrea comuna de restaurants, botigues, bugaderia, sauna, zona d'esbarjo...., que dona a una piscina. La idea dominant de la construcció és la d'aconseguir el màxim d'independència i intimitat per a cada unitat (que té el seu propi sector d'accés, una visibilitat no obstaculitzada per cap altra unitat,.....) amb l'únic punt de contacte de l'àrea de serveis comuna. El conjunt s'articula mitjançant mòduls cúbics que segueixen un ritme esglaonat irregular ascendent. Les obertures, rectangulars, contribueixen al dinamisme de la composició

## Història
El projecte de l'edifici de "el Castell" va ser presentat al Col·legi d'Arquitectes de Barcelona el mes d'agost de l'any 1966, creat per Ricard Bofill. La construcció de l'obra es va completar el 1969.
La decoració interior fou objecte d'un projecte independent.
Inicialment la construcció era pintada en color verd, actualment ha estat substituït pel blanc